# L'Assassinat du duc de Guise (film 1897)
L'assassinat du duc de Guise è un cortometraggio del 1897 diretto da Georges Hatot.

## Trama

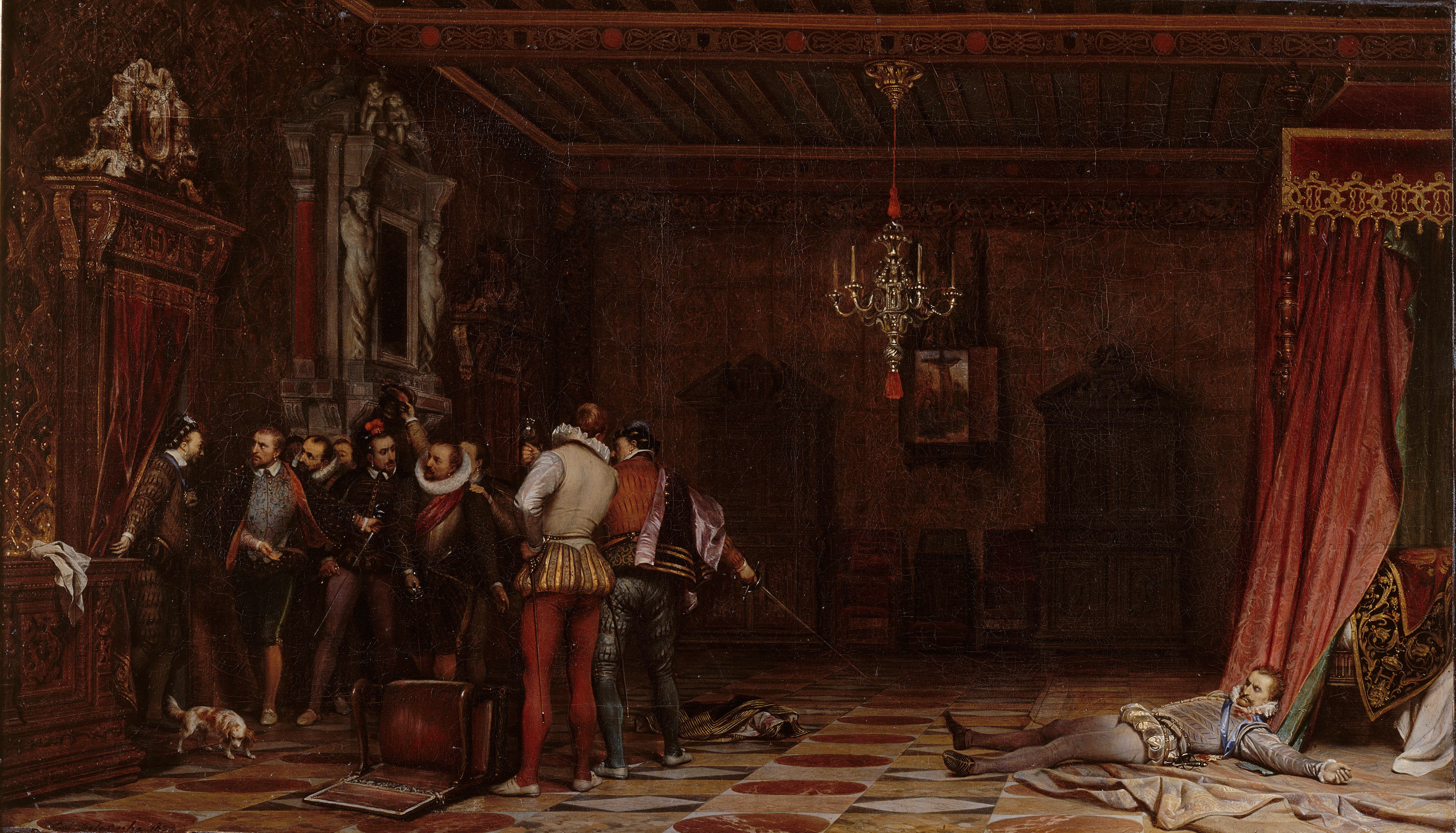
L'assassinio del duca di Guisa, dipinto di Paul Delaroche che sarebbe servito come ispirazione per il film.

Film storico sull'assassinio del duca di Guisa avvenuto nella camera reale del Castello di Blois.

## Concorso
- 9ª Mostra internazionale d'arte cinematografica di Venezia (1948) - Retrospettiva Cinema primitivo in memoria di Louis Lumière (1864-1948)

## Versioni
- L'Assassinat du duc de Guise (1908) diretto da André Calmettes e Charles Le Bargy.
- La caméra explore le temps: L'assassinat du duc de Guise (1960) (episodio TV) diretto da Guy Lessertisseur.
- L'Exécution du duc de Guise (1971) diretto da Pierre Bureau.